# Kádár Lajos (író)
Kádár Lajos (Alpár, 1896. május 19. – Budapest, 1982. február 14.) író, Móricz Zsigmond felfedezettje.

## Élete
Apja, Kádár József kocsmáros, majd juhász-számadó volt, anyja Kis Franciska. Kádár Lajos eleinte cselédként dolgozott, majd bojtár is volt, mielőtt 1912-ben Budapestre ment. A fővárosban borbélyinasként, villamoskalauzként és bankszolgaként is dolgozott. Az első világháborúban mint katona vett részt, hadifogságba került. Az itteni élményeit A doni halálbánya (1936) című regényében írta meg, a kötet többek között azért aratott nagy sikert, mert a szerző a háborús élményeit a nincstelenek szemszögéből mutatta be. A háborút követően mint pincért alkalmazták. Több regénye és novellái jelentek meg az 1930-as és 1940-es években, emellett számos elbeszélését publikálták a napilapok, folyóiratok, mint pl. a Kelet Népe. Könyveinek témája a szülőföldje, melyben Alpárt és a környékbeli puszták életét népmeseszerűen, de a szociográfiai ismeretek birtokában mutatja be.
A budapesti Farkasréti temetőben helyezték végső nyugalomra.

## Művei
- Cigányok (regény, Budapest, 1932)
- A doni halálbánya (regény, Budapest, 1936)
- Tyukász Péter (regény, Budapest, 1938)
- Rozika (regény, Budapest, 1938)
- Taposóka (regény, Budapest, 1943)
- Halászok (regény, Budapest, 1943)
- Lidércsziget (regény, Budapest, 1944)
- Csüdi Mihály lelke (regény, Budapest, 1944)
- Kolomp szól a ködből (Emléksorok a régi pásztoréletről, Budapest, 1959)

## Emlékezete
A Tiszaalpáron működő Kádár Lajos-emlékszoba anyagát az író özvegye által adományozott kiadványok, használati tárgyak, és Keserű Ferenc tanár által összegyűjtött anyagok és könyvek alkotják.